# Château de Mas-Cabardès
 (octobre 2018).
Si vous disposez d'ouvrages ou d'articles de référence ou si vous connaissez des sites web de qualité traitant du thème abordé ici, merci de compléter l'article en donnant les références utiles à sa vérifiabilité et en les liant à la section « Notes et références ».
Le château de Mas-Cabardès est un château situé en France dans la commune de Mas-Cabardès, dans le département de l'Aude en région Occitanie.
Ce château médiéval du XIIIe siècle domine le village et la vallée de l'Orbiel. De cette ancienne fortification, ne subsistent aujourd'hui que quelques pans de murs.

## Description
Le château fut construit au moins au XIVe siècle, et probablement même au XIIIe siècle. Élevé sur un rocher qui domine l'Orbiel, avant sa démolition après la Révolution, il était vraisemblablement formé de deux étages et comprenait une chapelle sur sa partie basse, des logements divers et même une prison. L'ensemble, accessible par un pont-levis, était protégé par des murailles et des tours. 
Aujourd’hui, on peut encore admirer quelques remarquables pans de murs et profiter de la quiétude du lieu.

## Historique
En 1791, après la Révolution, le château a été vendu à des spéculateurs et a été démantelé. Les matériaux ont été revendus. 
Après sa démolition, le terrain a été divisé en parcelles aménagées en jardins aujourd'hui abandonnés. 
À la fin du XIXe siècle, l'abbé Bourguignon, curé du Mas-Cabardès a acheté le petit jardin qui domine le village, au bord de l'éperon rocheux et y a fait construire un calvaire que l'on peut encore admirer. 

Galerie
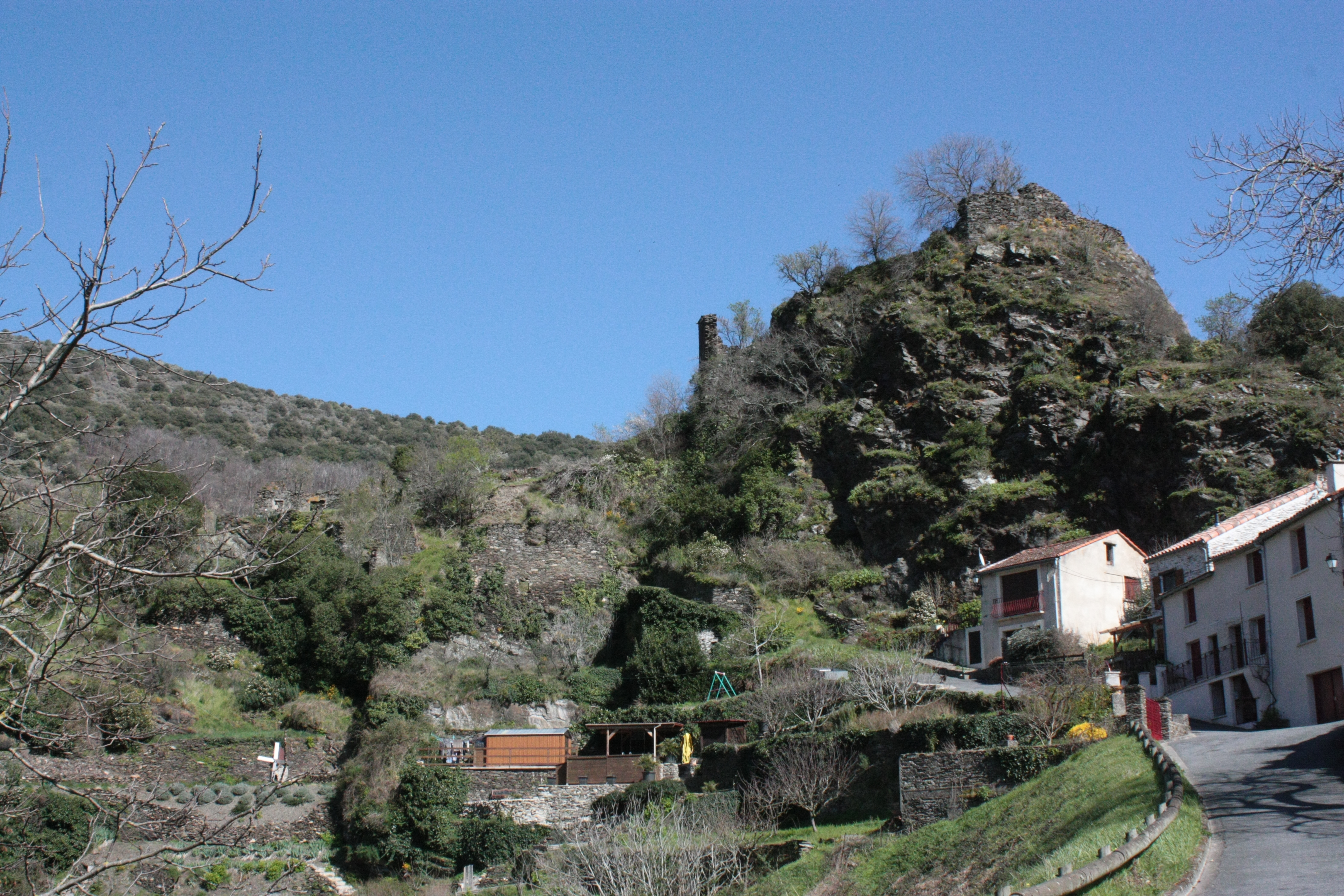
Vue du village.
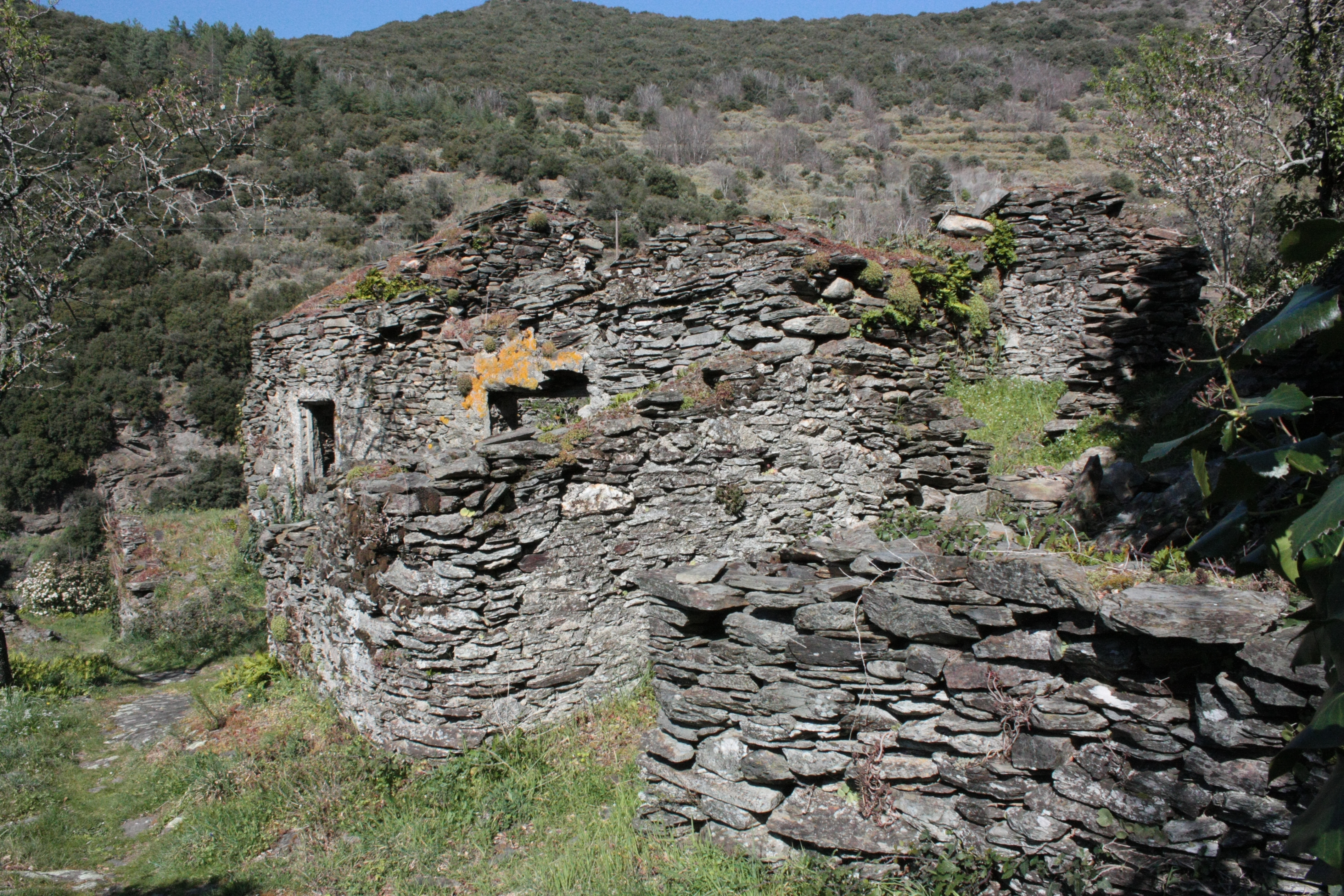
Pans de murs.
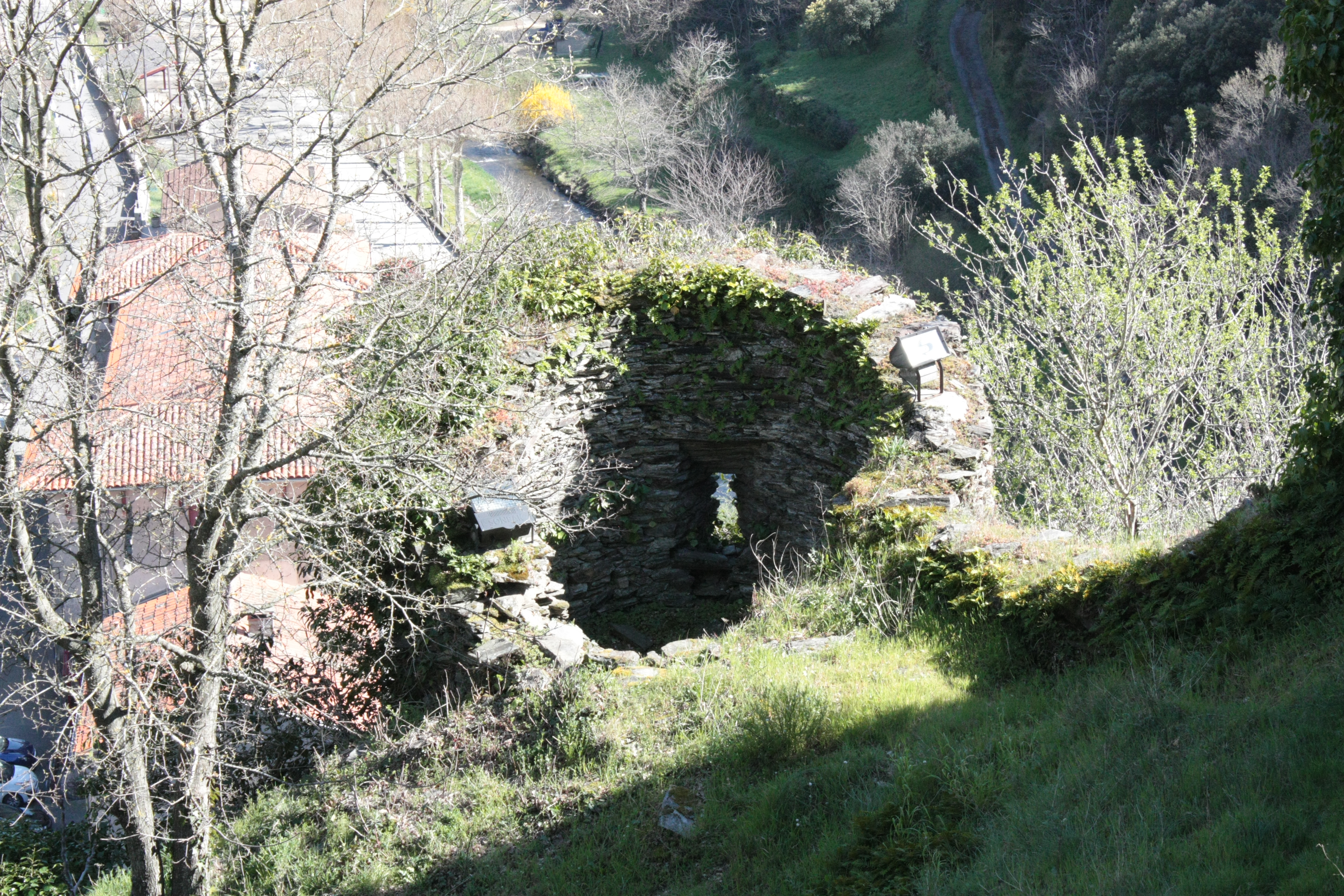
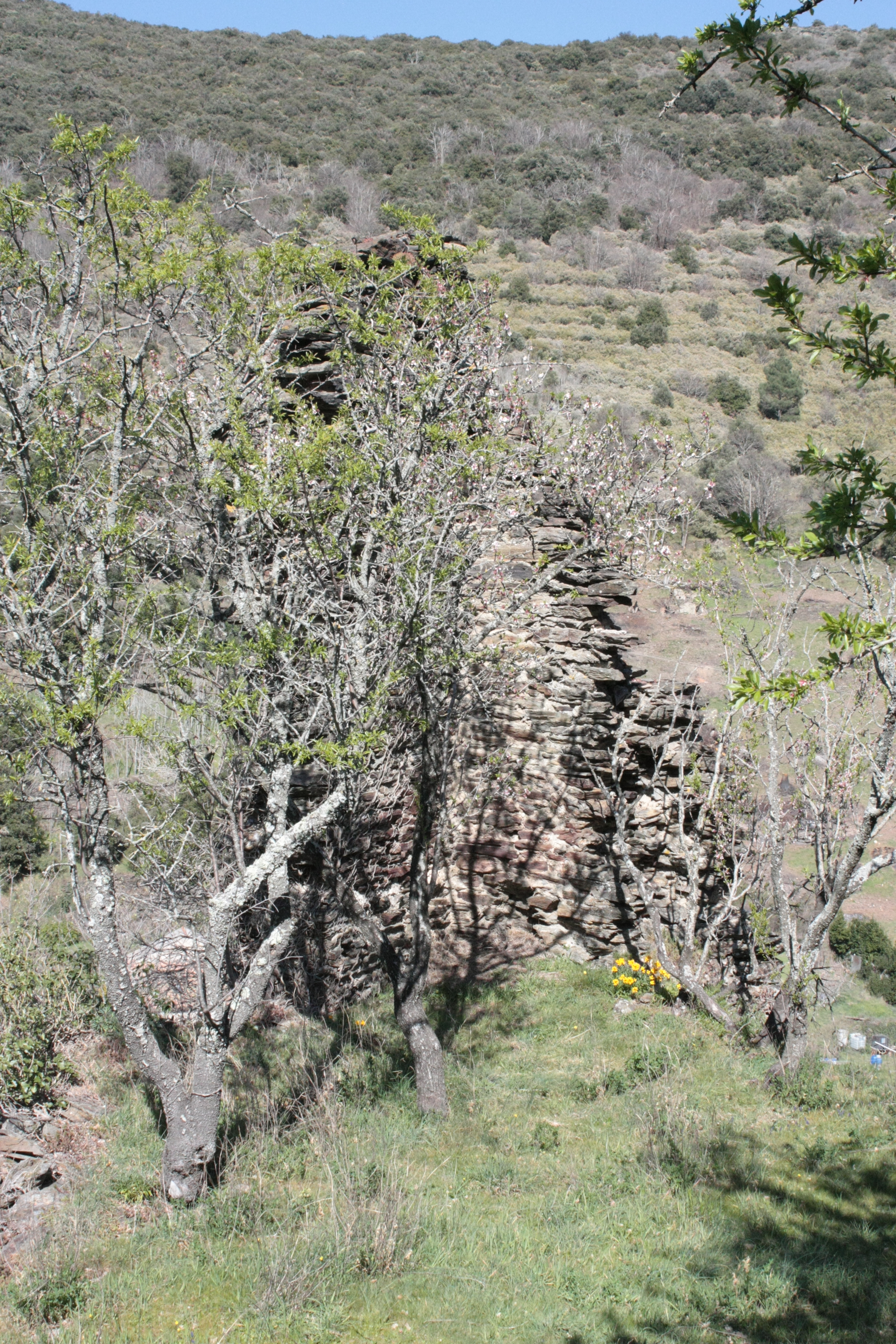
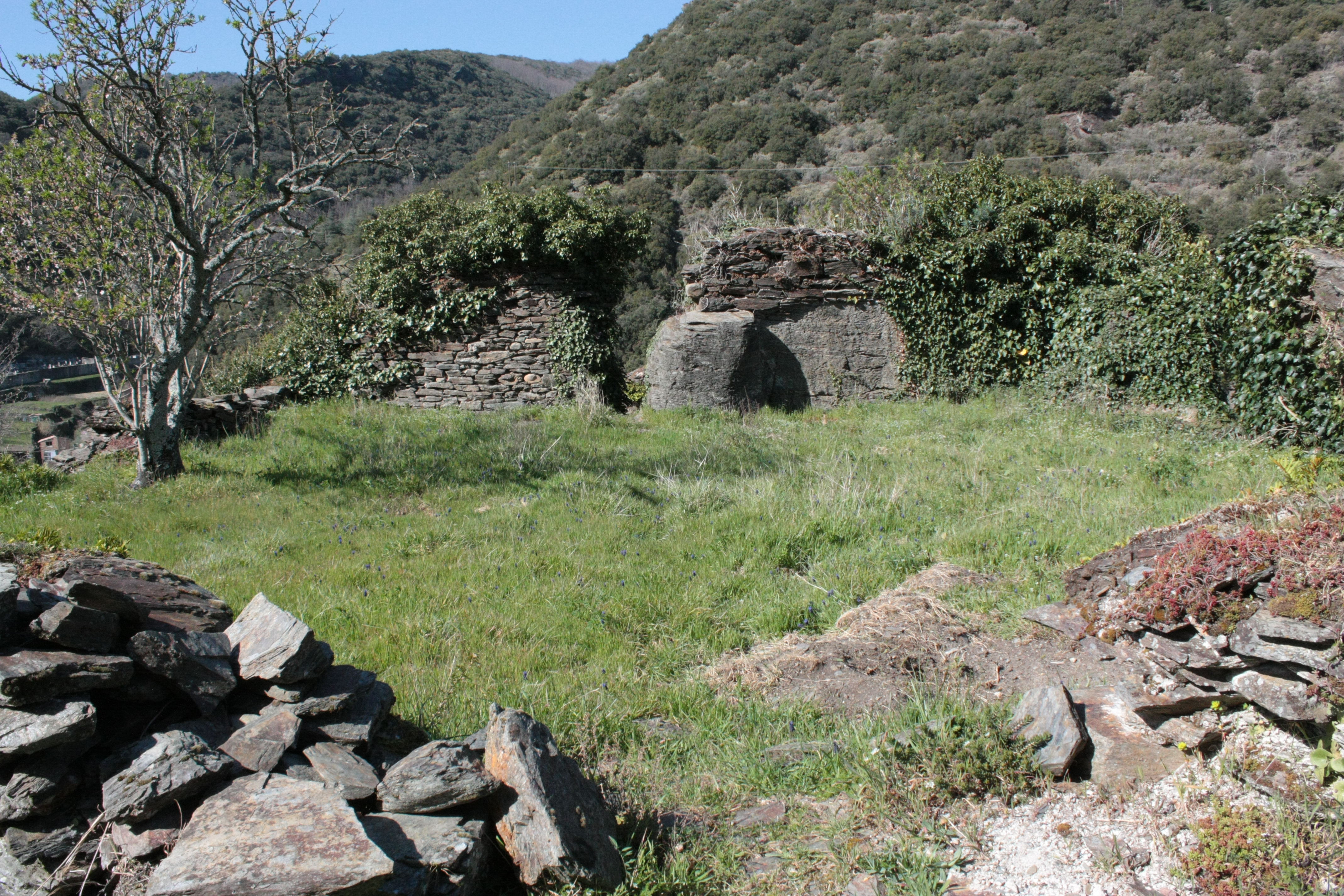
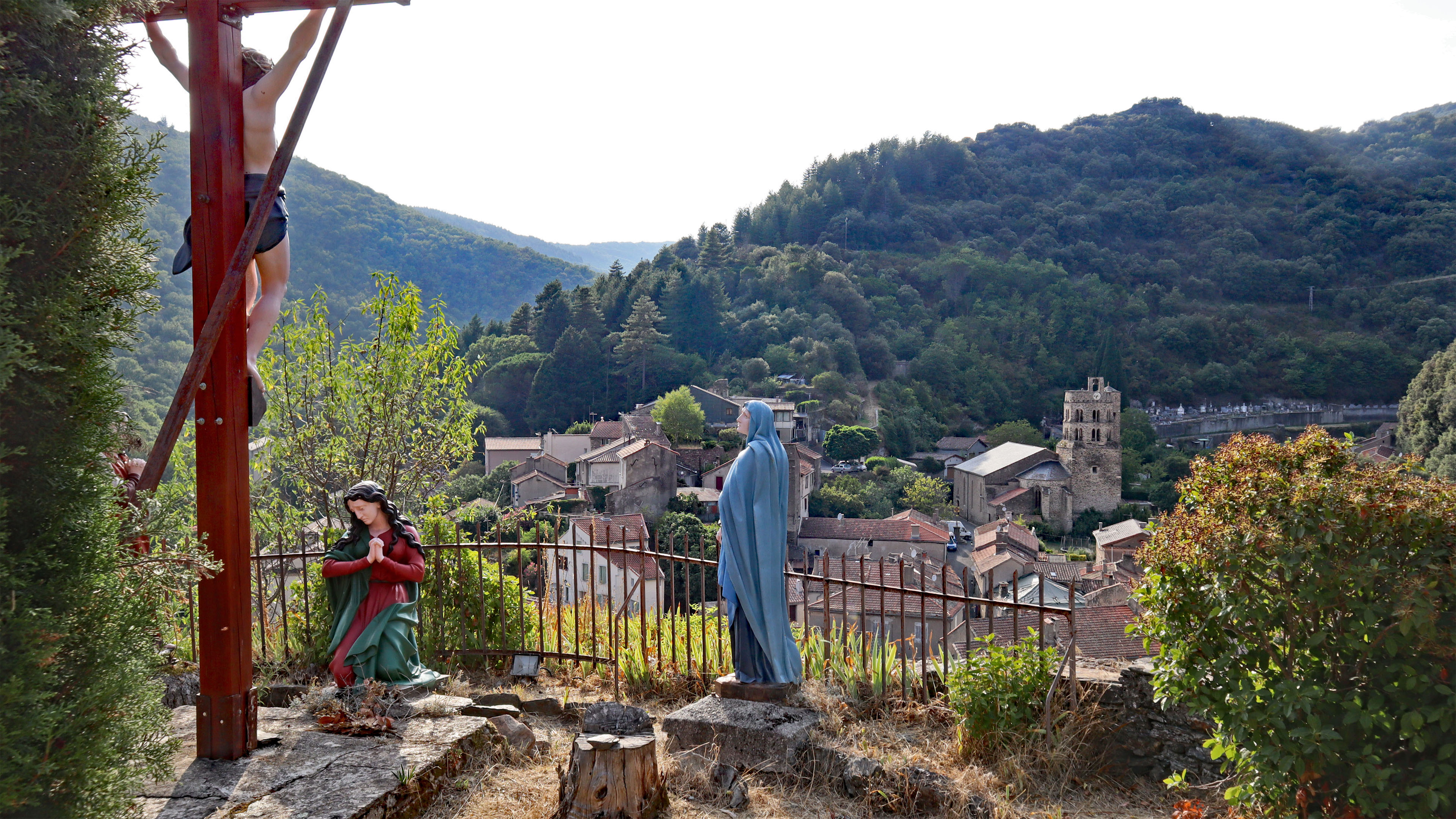
Le calvaire.